# Polskie Stowarzyszenie Speedcubingu
Polskie Stowarzyszenie Speedcubingu, (PSS) – ogólnopolskie stowarzyszenie sportowe z siedzibą w Gdańsku. Zrzeszające osoby uprawiające Speedcubing.
PSS jest organizatorem odbywających się corocznie Mistrzostw Polski w Speedcubingu i większości imprez speedcubingowych w Polsce.